# Ох
Ох — давньослов'янська міфічна істота, правитель Лісового Царства. З'являється у казці з назвою «Ох», де описується як низького зросту дід, увесь зеленого кольору з довгою бородою. З'являється після того, як хтось, сівши на пеньок, вигукує слово «ох». З'являється він нізвідки, просто на пеньку. Точний вік Оха невідомий, однак він є правителем Лісового Царства і, судячи з цього, він існував стільки, скільки й Лісове Царство.

## Місце проживання
Ох живе в Лісовому Царстві під землею, у зеленому будинку, а там всередині — все зелене: і жінка його, і діти, і страви, одне слово — усе. Має господарство і власну «ділянку» серед лісу. До таємничого Лісового Царства може потрапити тільки він з власної волі. Повертається з пенька, на якому з'явився, і може брати з собою людей.

## Зовнішність
Ох має зріст до 100 см і масу до 20 кг. Увесь його одяг і шкіра зелених відтінків. Також має довгу зелену бороду. Носить солом'яного капелюха й може переміщатися у просторі. Вік його невідомий. Він може налічувати кілька тисяч років, або ж стільки, скільки й ліс.

## Характер
Оху притаманна хитрість, він уміє чаклувати й використовує це для власного добра. Достатньо егоїстичний, бажає мати рабів для полегшення своєї праці та, можливо, «пенсію». Також полюбляє обманювати, але й це використовує нечасто. Люди, які постаріли, йому користі не дають, тому він їх виганяє. У казці така людина з'являється й розповідає таємницю Оха. Казка описує його як діда з білою бородою, у білому одязі.